# Biolab

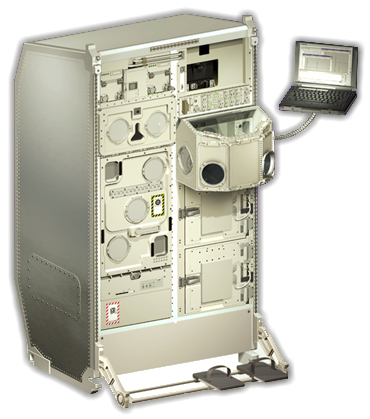
Biolab

Das Biolab ist ein Labor für biologische Experimente an Bord des Columbus-Raumlabors der ESA. Es ist in Form eines International Standard Payload Rack aufgebaut.
Das Biolab Rack unterstützt biologische Experimente an Mikroorganismen, Zellen, Gewebekulturen, Pflanzen und kleinen Wirbellosen. Dabei sollen die Rolle und der Einfluss der Gravitation auf die verschiedenen Ebenen des Lebens – von der Zelle bis zur Pflanze oder dem Insekt – untersucht werden.
Die biologischen Untersuchungsproben werden mit einem Bio-Container zur Internationalen Raumstation (ISS) gebracht und dort manuell ins Biolab eingebracht. Die Untersuchungen können teils automatisch durchgeführt werden. Die typische Untersuchungsdauer reicht dabei vom einzelnen Tag bis zu drei Monaten.